# Harlem shake (danza)
La Harlem shake è una danza, originariamente nota come albee, nata ad Harlem nel 1981. L'inventore è un residente di Harlem, noto col soprannome di "Al B" (da qui il nome originale). Divenne popolare nel 2001 grazie al video della canzone Let's get it di G. Dep.

## Storia

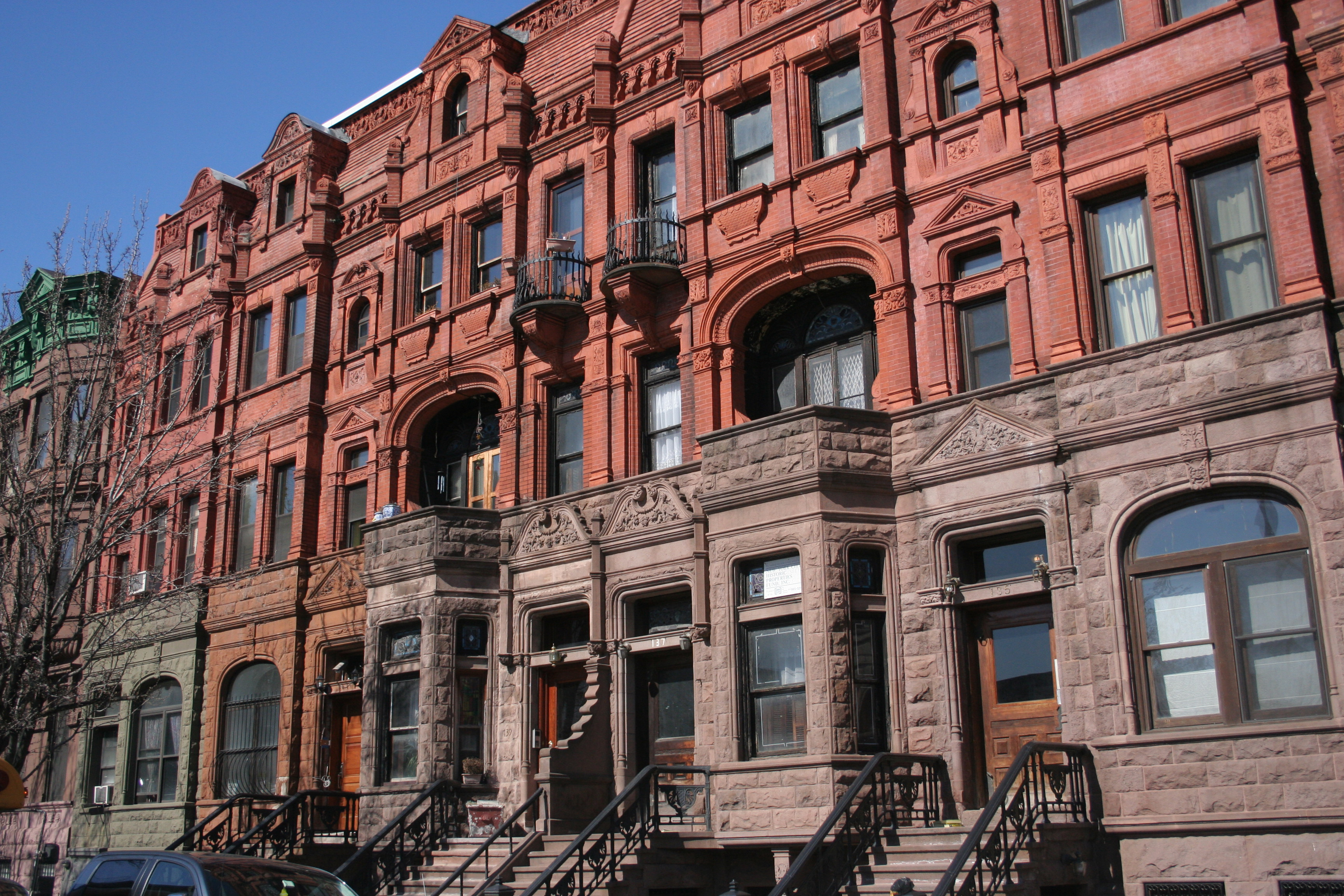
Quartiere popolare di Harlem

Ha origine ad Harlem, New York, nel 1981. Sin dall'inizio ebbe una velocissima diffusione nelle aree metropolitane vicine, e divenne popolare grazie a numerosissime clip musicali. Il creatore dei passi è un residente di Harlem, soprannominato "Al B" Originariamente venne chiamata "albee" ma, in un secondo momento, al Rucker e ad Harlem stessa venne ribattezzata Harlem shake.
Al B descrive la danza come "a drunken shake anyway, it's an alcoholic shake, but it's fantastic, everybody appreciates it." Sostenne d'essersi ispirato alle mummie dell'antico Egitto, che "non si possono effettivamente muovere, ma solo ondeggiare e scuotere ("to shake, per l'appunto)"
L'Harlem shake divenne popolare nel 2001, quando G. Dep la utilizzò nel videoclip "Let's Get It". Dall'Harlem Shake venne estrapolato un passo cosiddetto "The Chicken Noodle Soup" che, nell'estate del 2006, divenne popolare quando DJ Webstar e Young B l'adottarono in un loro videoclip. Nel marzo 2013 la danza balzò nuovamente alla ribalta, quando una canzone di nome Harlem Shake, originariamente postata su YouTube ad inizio 2012, divenne un Internet meme. Anche se, di fatto, la danza ballata nel video non ha niente a che fare con l'originale.